# Дубинка (пам'ятка природи, Хмельницька область)
Дуби́нка — ботанічна пам'ятка природи місцевого значення в Україні. Розташована в межах Полонського району Хмельницької області, в смт Понінка. 
Площа 8,1 га. Статус надано згідно з рішенням виконкому обласної Ради народних депутатів від 26.10.1990 року № 194. Перебуває у віданні: Понінківська селищна рада. 
Статус надано з метою збереження частини мальовничого лісового масиву на лівому березі річки Хомора (притока Случі). Територія належить до лісо-паркової зони Понінки.